# Cleònim (militar)
Cleònim, (en llatí Cleonymus, en grec antic Κλεώνυμος), fill de Esfòdries fou un militar espartà molt estimat per Arquidam.
Quan Esfòdries va ser jutjat per la seva incursió a l'Àtica que va realitzar sense permís dels èfors l'any 378 aC, Cleònim va intercedir en favor seu davant Agesilau, a través del seu amic Arquidam, el fill d'Agesilau. El rei, per acontentar el seu fill, va usar tota la seva influència per salvar l'acusat, que en va sortir absolt. Cleònim en va quedar molt agraït, i va prometre a Arquidam que no li donaria cap motiu per avergonyir-se de la seva amistat. Durant tota la seva vida es va comportar amb una gran virtut, i va morir el 371 aC a Leuctres lluitant amb valentia a les primeres files, segons diuen Xenofont i Plutarc.